# Stefano Reali
Stefano Reali (Frosinone, Lazio 3 de novembre de 1957) és un guionista, compositor i director de cinema italià.

## Biografia
El 1978 es va diplomar en Música Jazz al conservatori Licinio Refice de Frosinone. Va estudair direcciò i guionatge al Centro Sperimentale di Cinematografia, on es va diplomar el 1980. El 1982 fou ajudant de direcció a Hi havia una vegada a Amèrica de Sergio Leone.
Reali va fer el curtmetratge Exit el 1985 juntament amb Pino Quartullo. Aquesta formava part de la sèrie de curtmetratges de sis parts Passione mia de Monica Vitti dedicada al cinema, que es va fer per a Rai Uno. En aquesta sèrie, els graduats del Centro sperimentale di cinematografia i de l'Accademia nazionale d'arte drammatica van tenir l'oportunitat de distingir-se. La pel·lícula va ser nominada a l'Oscar al millor curtmetratge als Premis Oscar de 1987, però va perdre contra Precious Images de Chuck Workman. Tanmateix, sí va guanyar la conquilla d'or al millor curtmetratge al Festival Internacional de Cinema de Sant Sebastià 1985.
El 1988, Reali va ser nominat al David di Donatello al millor director novell cper la pel·lícula Laggiù nella giungla. Després va rodar per al cinema i la televisió. El 1998 va ser nominat al Ciak d'Or com a director de In barca a vela contromano.
El 2010, Reali va guanyar un FIPA d'Or i un FIPA de Plata al Festival International de Programes Audiovisuels per la pel·lícula de televisió Lo scandalo della Banca Romana.

## Filmografia

### Cinema
Director i guionista
- Exit - curtmetratge (1985)
- Laggiù nella giungla (1986)
- In barca a vela contromano (1997)
- Verso nord (2004)

Compositor
- Le donne non vogliono più, de Pino Quartullo (1993)

### Televisió
Director i guionista
- Una storia italiana - sèrie de televisió (1992)
- Il prezzo della vita - sèrie de televisió (1995)
- Il quarto re - telefilm (1997)
- Cuori in campo - telefilm (1998)
- Ultimo - sèrie de televisió (1998)
- Le ali della vita - sèrie de televisió (2000-2001)
- L'uomo sbagliato - sèrie de televisió (2005)
- I colori della vita - sèrie de televisió (2005)
- Eravamo solo mille - sèrie de televisió (2007)
- La terza verità - sèrie de televisió (2007)
- Al di là del lago - telefilm (2009)
- Lo scandalo della Banca Romana - sèrie de televisió (2009)
- Come un delfino - sèrie de televisió, 4 episodi (2011)
- Caruso, la voce dell'amore - sèrie de televisió (2012)
- Angeli - Una storia d'amore - telefilm (2014)
- Rimbocchiamoci le maniche - sèrie de televisió (2016)
- Storia di una famiglia perbene - minisèrie de televisió (2021)